# هينريتش غوتس
هينريتش غوتس (بالألمانية: Heinrich Götz)‏ هو عسكري ألماني، ولد في 1896 في هانوفر في ألمانيا، وتوفي في 31 يناير 1960 في أوبرآودورف في ألمانيا.